# Ormosia robusta
Ormosia robusta är en ärtväxtart som beskrevs av John Gilbert Baker. Ormosia robusta ingår i släktet Ormosia och familjen ärtväxter. Inga underarter finns listade i Catalogue of Life.